# Corridors paneuropéens
Neuf corridors paneuropéens de transport ont été définis, à la seconde conférence paneuropéenne des transports en Crète en mars 1994, comme les routes d'Europe centrale et orientale nécessitant un investissement majeur dans les 10 à 15 prochaines années. 
Des approfondissements ont été ajoutés à la conférence d'Helsinki en 1997. 
Ces lignes sont ainsi tantôt appelées « corridors de Crète » ou « corridors d'Helsinki », quelles que soient leurs localisations géographiques. 
Un dixième corridor a été proposé à la fin des hostilités engageant les pays d'ex-Yougoslavie. 
Ces corridors de développement sont distincts des réseaux transeuropéen de transport, qui englobent tous les axes majeurs en service au sein de l'Union européenne, mais des propositions ont été faites pour associer les deux systèmes, dans un cadre plus vaste (un mégaprojet) appelé réseau transeuropéen de transport.

Carte des dix Corridors de transport paneuropéens.

| I    | (Nord-Sud) Helsinki - Tallinn - Riga - Kaunas et Klaipėda - Varsovie et Gdańsk - Branche A ( Via Hanseatica) - Saint-Pétersbourg - Riga - Kaliningrad - Gdańsk - Lübeck - Via Baltica (E 67) - Helsinki - Varsovie. |
| II   | (Est-Ouest) Berlin - Poznań - Varsovie - Brest - Minsk - Smolensk - Moscou - Nijni Novgorod |
| III  | Bruxelles - Aix-la-Chapelle - Cologne - Dresde - Wrocław - Katowice - Cracovie - Lvov - Kiev - Branche A - Berlin - Wrocław |
| IV   | Dresde/Nuremberg - Prague - Vienne - Bratislava - Győr - Budapest - Arad - Bucarest - Constanţa / Craiova - Sofia - Salonique / Plovdiv - Istanbul. |
| V    | (Est-Ouest) Venise - Trieste - Koper/Capodistria - Ljubljana - Maribor - Budapest - Oujgorod - Lvov - Kiev. 1 600 km de long. - Branche A - Bratislava - Žilina - Košice - Ujgorod - Branche B - Rijeka - Zagreb - Budapest - Branche C - Ploče - Sarajevo - Osijek - Budapest |
| VI   | (Nord-Sud) Gdańsk - Katowice - Žilina, avec une branche ouest Katowice-Brno. |
| VII  | (Danube - Nord-ouest/Sud-est) - 2 300 km de long. |
| VIII | Durrës - Tirana - Skopje - Bitola - Sofia - Dimitrovgrad - Burgas - Varna. 1 300 km de long. |
| IX   | Helsinki - Vyborg - Saint-Pétersbourg - Pskov - Moscou - Kaliningrad - Kiev - Ljubashevka/Rozdilna (Ukraine) - Chişinău - Bucarest - Dimitrovgrad - Alexandroupolis. Une branche part de Ljubashevka/Rozdilna à Odessa. 3 400 km de long. - Branche A - de Helsinki à Saint-Pétersbourg et Moscou - Branche B - de Kaliningrad à Kiev - Branche D - de Kaliningrad à Vilnius et Minsk |
| X    | Salzbourg - Ljubljana - Zagreb - Belgrade - Niš - Skopje - Veles - Salonique. - Branche A: Graz - Maribor - Zagreb - Branche B: Budapest - Novi Sad - Belgrade - Branche C: Niš - Sofia - Dimitrovgrad - Istanbul via Corridor IV - Branche D: Veles - Prilep - Bitola - Florina - Igoumenitsa                                                                                        |